# Сиротенко Анатолій Миколайович
Анатолій Миколайович Сиротенко (нар. 4 березня 1960, с. Наталине, Харківська область, Українська РСР, СРСР) — український воєначальник, генерал-лейтенант. Начальник Національного університету оборони України імені Івана Черняховського (з 16 серпня 2017). Доктор військових наук, кандидат технічних наук, професор.

## Біографія
Народився 4 березня 1960 року в селі Наталине на Харківщині. 
У 1981 році закінчив Харківське гвардійське вище танкове командне училище. У тому ж році  отримав призначення на посаду командира танкового взводу в центрі «Десна», потім був командиром навчального танкового взводу, ротним, начальником штабу батальйону, комбатом, заступником командира полку. 
Після закінчення новоствореної Академії Збройних Сил України (перший випуск), два роки командував полком і три з половиною роки був начальником штабу навчального центру «Десна». Пізніше навчався в Академії Генерального штабу, по закінченню якої отримав призначення в Харків. Два роки був начальником штабу.
З листопада 2003 по серпень 2007 року очолював Харківський гвардійський інститут танкових військ імені Верховної Ради України.
У 2004 році отримав чергове військове звання «генерал-майор».
З 2007 по 2012 рік — начальник Територіального управління «Північ».
До липня 2012 року нетривалий час виконував обов'язки начальника Військової академії (м. Одеса) (колишній Одеський інститут Сухопутних військ).
З 2012 року командувач військами Південного оперативного командування.
У квітні 2016 року призначений на посаду начальника Головного управління оборонного та мобілізаційного планування Генерального штабу Збройних Сил України.
З 16 серпня 2017 року — начальник Національного університету оборони України імені Івана Черняховського .

## Нагороди
За особистий внесок у зміцнення обороноздатності Української держави, зразкове виконання військового обов'язку, високий професіоналізм відзначений:
- орденом Богдана Хмельницького ІІІ ступеня[6]

### Відео
- НУОУ ім. Черняховського відсьогодні керуватиме генерал-лейтенант Анатолій Сиротенко. UA:ПЕРШИЙ на YouTube